# Rohizkî, Snovsk
Rohizkî (în ucraineană Рогізки) este o comună în raionul Snovsk, regiunea Cernihiv, Ucraina, formată numai din satul de reședință.

## Demografie
Componența lingvistică a comunei Rohizkî
     Ucraineană (97,2%)
     Rusă (2,1%)
     Alte limbi (0,1%)
Conform recensământului din 2001, majoritatea populației comunei Rohizkî era vorbitoare de ucraineană (97,2%), existând în minoritate și vorbitori de rusă (2,1%).